# إد غراهام
إد غراهام (بالإنجليزية: Ed Graham)‏ هو طبال وموسيقي بريطاني، ولد في 20 فبراير 1977 في يرموث الكبرى ‏ في المملكة المتحدة.

## وصلات خارجية
- الموقع الرسمي
- إد غراهام على موقع ميوزك برينز (الإنجليزية)
- إد غراهام على موقع ميوزك برينز (الإنجليزية)
- إد غراهام على موقع أول ميوزيك (الإنجليزية)
- إد غراهام على موقع ديسكوغز (الإنجليزية)